# Comecon (musikgrupp)
Comecon var ett svenskt metalband format av de två gitarristerna Rasmus Ekman och Pelle Ström. Bandet bildades 1990 och debutalbumet Megatrends in Brutality gavs ut 1991.

## Historia
Både Rasmus Ekman och Pelle Ström hade tidigare spelat i The Krixhjälters/Omnitron och Ström spelade även en period i Agony. Dessa två gitarrister var de enda fasta medlemmarna i Comecon, på varje album hade de olika sångare, och på trummor anger också konvoluten olika namn, men i verkligheten var det en trummaskin som användes. Sångarna var i tur och ordning Lars-Göran Petrov från Entombed, Martin van Drunen från nederländska Asphyx och Marc Grewe från tyska Morgoth. Samtliga plattor producerades av bandet tillsammans med Thomas Skogsberg.

## Medlemmar
Senaste ordinarie medlemmar
- Rasmus Ekman – gitarr, basgitarr, synthesizer, trumprogrammering (1989–1995)
- Pelle Ström – gitarr, basgitarr, synthesizer, trumprogrammering (1989–1995)

Tidigare ordinarie medlem
- L-G Petrov (Lars-Göran Petrov) – sång (1991)

Gästmusiker
- Lars-Göran Petrov – sång (Megatrends in Brutality)
- Martin van Drunen – sång (Converging Conspiracies)
- Marc Grewe – sång (Fable Frolic)

## Diskografi

### Promo
En promosingel, Branded by Sunlight, med en låt av Merciless och en låt av Comecon, Conductur of Ashes, gavs ut 1991 av CBR Records.

### Album
- Megatrends in Brutality – 1991
- Converging Conspiracies – 1993
- Fable Frolic – 1995
- Worms of God (samling av 3 föregående skivor) – 2008

#### Megatrends in Brutality
Inspelad i Sunlight studios, maj-juni 1991. Omslaget är designat av Thomas Björge.
1. "The Dogdays"  – 3:01
2. "Wash away the Filth"  – 3:31
3. "Slope"  – 3:12
4. "Teuton Tantrums"  – 3:13
5. "The Mule"  – 2:17
6. "Armed Solution"  – 4:36
7. "The Future Belongs to Us"  – 3:45
8. "Conductor of Ashes"  – 3:51
9. "Good Boy Benito"  – 3:57
10. "Omnivorous Excess"  – 4:10
11. "Ulcer"  – 4:16

#### Converging Conspiracies
Inspelad i Sunlight studios, aug-sept 1993. Omslagsbilden, "The Tower of Babel" är målad av 1500tals-konstnären Pieter Bruegel d.ä..
1. "Democrator"   – 4:15
2. "The Ethno-Surge"  – 3:13
3. "Community"  – 3:43
4. "Aerie"  – 4:21
5. "Bleed/Burn"  – 3:52
6. "Morticide"  – 3:24
7. "Worms"  – 3:35
8. "Pinhole View"  – 3:31
9. "The Whole World"  – 4:06
10. "God Told Me to"  – 2:02  (Dr. Know-cover)
11. "Dipstick"  – 3:59
12. "The House That Man Built"  – 5:10

#### Fable Frolic
Inspelad i Sunlight studios, december 1994. Albumdesignen är gjord av Carsten Drescher.
1. "Soft, Creamy Lather"   – 3:49
2. "How I Won the War"  – 3:17
3. "Bovine Inspiration"  – 3:08
4. "Frogs"  – 4:03
5. "Ways of Wisdom (Serves Two)"  – 3:09
6. "Propelling Scythes"  – 3:25
7. "The Family Album"  – 2:49
8. "Imploder"  – 3:14
9. "It Wears Me Down"  – 2:40
10. "Anaconda Charms Grass Snake"  – 3:20
11. "Icons of Urine"  – 3:00
12. "Sunday Stroll"  – 3:23
13. "Canvas of History"  – 5:38
14. "Turnover!"  – 10:36 ("gömt" spår: titel ej given på omslag)

#### Worms of God
Komplett samling av tidigare album, utgiven dec 2008 av skivbolaget utan att konsultera bandet.

Omslaget är designat av "Fish for Media Logistics GmbH"
CD 1: 
- 1-11 Megatrends in Brutality 1-11
- 12-18 Converging Conspiracies 1-7

CD 2:
- 1-5 Converging Conspiracies 8-12
- 6-19 Fable Frolic 1-14